# Cyphostemma digitatum
Cyphostemma digitatum är en vinväxtart som först beskrevs av Peter Forsskål, och fick sitt nu gällande namn av Descoings. Cyphostemma digitatum ingår i släktet Cyphostemma och familjen vinväxter. Inga underarter finns listade i Catalogue of Life.